# ボソロパシン
ボソロパシン(Bothropasin、EC 3.4.24.49)は、酵素である。この酵素は、インスリンB鎖のHis5-Leu、His10-Leu、Ala14-Leu、Tyr16-Leu、Phe24-Pheの結合を切断する反応を触媒する。
このエンドペプチダーゼは、ハララカの毒に含まれる。